# Tracțiune (sport)

Bărbat executând tracțiuni

Tracțiunea este o mișcare de gimnastică, care constă în ridicarea corpului suspendat de o bară, de inele etc. sau întins pe sol, cu ajutorul brațelor. Acestea ajută la dezvoltarea mușchilor abdominali, a spatelui și a brațelor.